# 井上菜摘
井上 菜摘（いのうえ なつみ、1990年3月25日 - ）は、日本の漫画家。神奈川県出身。日本工学院専門学校クリエイターズカレッジ マンガ・アニメーション科卒業。

## 来歴・人物
神奈川県出身。神奈川県立厚木東高等学校卒業。日本工学院専門学校クリエイターズカレッジ マンガ・アニメーション科卒業。2012年に『ミスター・ビューティー』で『週刊少年マガジン』の第89回特別奨励賞を受賞。2014年10月から『週刊少年マガジン』（講談社）にて『阿部のいる町』を連載。2016年6月からウェブコミック配信サイト『Champion タップ!』（秋田書店）にて『ウチにテレビはありません』を掲載。2017年からは、マンガ雑誌アプリ『マンガボックス』にて『心因性メンタルマーメイド』を連載。
2021年、『転生貴族、鑑定スキルで成り上がる 〜弱小領地を受け継いだので、優秀な人材を増やしていたら、最強領地になってた〜』で、次にくるマンガ大賞2021Webマンガ部門U-NEXT特別賞を受賞した。
小学生のころから漫画が好きで、高校3年生から絵を描き始めた。漫画家を志したのは19歳の時。好きな漫画は『カッパの飼い方』、『HIGH SCORE』、『エア・ギア』など。

## 作品リスト
- 『阿部のいる町』講談社〈講談社コミックス〉全2巻（原作：宮島雅憲、『週刊少年マガジン』2014年10月第44号 - 2015年3月第15号）
- 『ウチにテレビはありません』秋田書店〈少年チャンピオンコミックス･タップ!〉全1巻（原作：オクショウ、『Champion タップ!』2016年6月2日 - 2016年12月）
- 『心因性メンタルマーメイド』全2巻（電子のみ）（原作：田中鹿輔、『マンガボックス』2017年5月22日 - 2017年11月20日）
- 『改造公務員リーパーズ』全3巻（電子のみ）（原作：田中鹿輔、『マガジンポケット』2018年2月16日 - 2018年7月27日）
- 『天泣のキルロガー』双葉社〈アクションコミックス〉全3巻（原作：菅原敬太、『漫画アクション』2019年6号 - 2019年8号、2019年11号 - 2020年11号）
- 『まんがでわかる 妻のトリセツ』原作：黒川伊保子、講談社、2019年9月30日発売[6]、ISBN 978-4-06-517607-8
- 『転生貴族、鑑定スキルで成り上がる 〜弱小領地を受け継いだので、優秀な人材を増やしていたら、最強領地になってた〜』講談社〈KCデラックス〉既刊18巻（原作：未来人A、『マガジンポケット』2020年6月26日[7] - 連載中）
- 『鉄輪のカゲ・ルイ』全3巻（合本・電子のみ）（原案：太田垣康男、原作：ANIMA／江藤俊司、『eBookJapan』2020年6月23日 - 2021年9月28日）
- 『勇者刑に処す 懲罰勇者9004隊刑務記録』KADOKAWA〈電撃コミックスNEXT〉既刊2巻（原作：ロケット商会、イラスト：めふぃすと、『電撃コミックレグルス』2022年3月25日 - 連載中）